# Kesonsaari
Kesonsaari är en ö i Finland. Den ligger i sjön Vanajavesi och i kommunen Valkeakoski i den ekonomiska regionen  Södra Birkaland och landskapet Birkaland, i den södra delen av landet, 120 km norr om huvudstaden Helsingfors. Öns area är 4,7 hektar och dess största längd är 390 meter i sydväst-nordöstlig riktning.